# 1261 w polityce

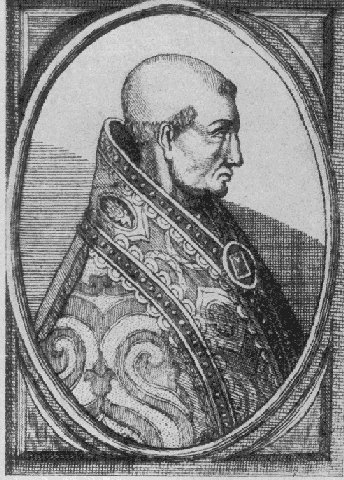
Urban IV

Wydarzenia polityczne w 1261 roku.

## Wydarzenia
- 25 lipca - przed wygaśnięciem rozejmu pomiędzy Cesarstwem Łacińskim a Cesarstwem Nikei oddział Cesarstwa Nikei dowodzony przez Aleksego Stratigopula po uzyskaniu informacji o braku większej części łacińskiej załogi w Konstantynopolu i nocnym opanowaniu bramy pokonuje słaby opór wojsk Cesarstwa Łacińskiego i zajmuje miasto, zmuszając do ucieczki cesarza łacińskiego Baldwina II[1].
- 15 sierpnia - upadek Cesarstwa Łacińskiego: władca Cesarstwa Nikei Michał VIII Paleolog tryumfalnie wkracza do Konstantynopola restytuując Cesarstwo Bizantyńskie[2].
- Jacques Pantaléon został papieżem[3].
- Wybuch powstania Prusów przeciwko Krzyżakom[4][5].